# Steffi Götzelt

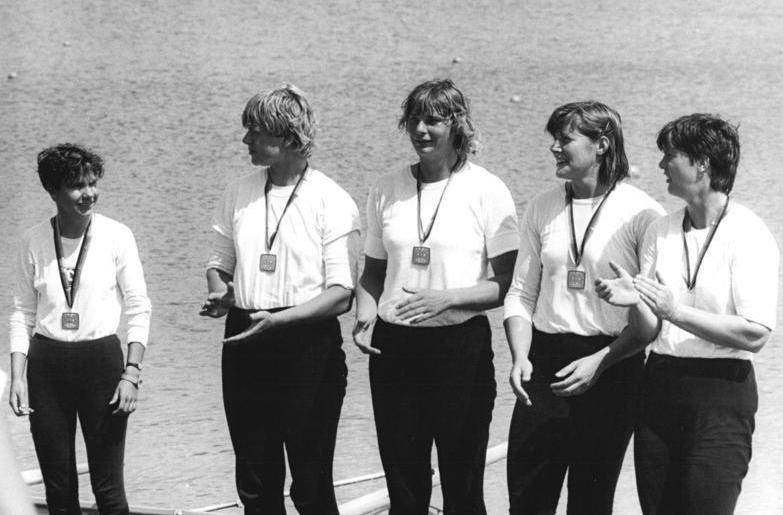
Der DDR-Meister im Vierer mit Steuerfrau von 1985 von rechts nach links: Carola Lichey, Steffi Götzelt, Jutta Abromeit, Kerstin Spittler und Steuerfrau Daniela Neunast

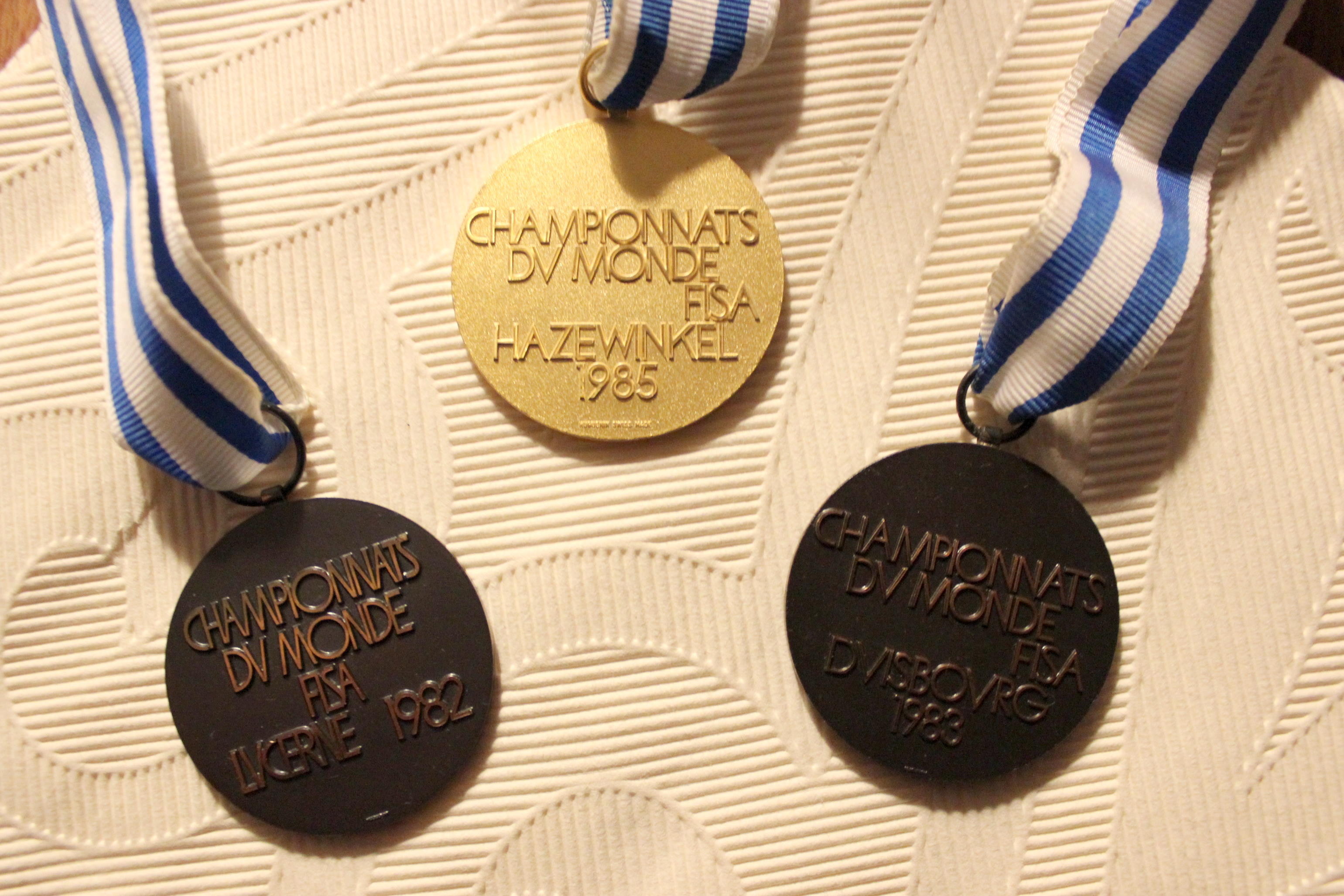
Steffi Götzelts Goldmedaille der Weltmeisterschaften 1985 und Bronzemedaillen der Weltmeisterschaften 1982 und 1983

Steffi Götzelt (nach Heirat Steffi Leithold; * 19. September 1960) ist eine ehemalige Ruderin aus der Deutschen Demokratischen Republik. 
Steffi Götzelt vom SC Einheit Dresden hatte als Leichtathletin begonnen, so erreichte sie 1976 6,35 m im Weitsprung. Nach ihrem Wechsel zum Rudersport gewann sie von 1981 bis 1983 drei DDR-Meistertitel im Achter, 1984 und 1985 ruderte sie auf den zweiten Platz. Bei den Weltmeisterschaften 1981 belegte sie mit dem DDR-Achter den fünften Platz, 1982 und 1983 gewann Götzelt jeweils die Bronzemedaille im Achter. 
Bei den DDR-Meisterschaften im Vierer erreichte Götzelt 1982 und 1984 den zweiten Platz, 1985 gewann sie ihren einzigen Titel in dieser Bootsklasse. Bei den Weltmeisterschaften 1985 gewann Götzelt den Weltmeistertitel im Vierer. 